# Mary Cristy

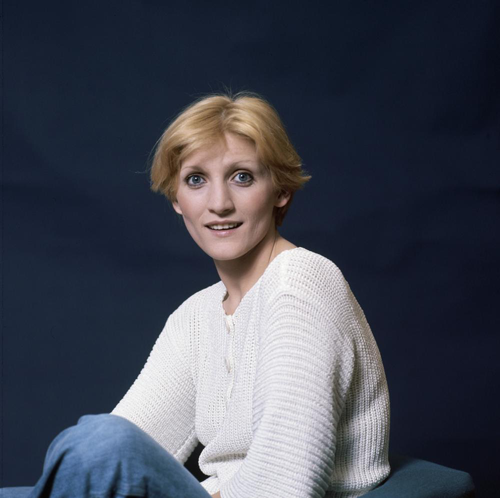
Mary Christy, 1976

Mary Cristy (* 21. Juli 1952 in Differdingen als Maria Christina Ruggeri) ist eine französische Schlager- und Chansonsängerin und spätere Theaterschauspielerin.

## Leben und Wirken
Als junge Luxemburgerin sang sie unter dem Namen Marie-Tina und später Marie-Christina deutschsprachigen Schlager. Sie kam Anfang der 1970er Jahre nach Paris und sang als Mary Cristy dann französische Chansons.
Durch den Hörfunksender Radio Europe 1 wurde sie zum Beitrag Monacos für den Eurovision Song Contest 1976 in Den Haag ernannt. Mit dem Chanson Toi, la musique et moi erreichte sie den dritten Platz.
Nach Ablauf ihres Plattenvertrags Ende der 1970er Jahre wurde sie unter dem Namen Marie Ruggeri überwiegend als Theaterschauspielerin aktiv.